# Ameronothrus maculatus
Ameronothrus maculatus är en kvalsterart som först beskrevs av Michael 1882.  Ameronothrus maculatus ingår i släktet Ameronothrus och familjen Ameronothridae. Inga underarter finns listade i Catalogue of Life.